# Владила Ноуа (Олт)
Владила Ноуа (рум. Vlădila Nouă) насеље је у Румунији у округу Олт у општини Владила. Oпштина се налази на надморској висини од 99 m.

## Становништво
Према подацима из 2002. године у насељу је живело 481 становника, од којих су сви румунске националности.